# Dasychira subviridis
Dasychira subviridis är en fjärilsart som beskrevs av Walker 1865. Dasychira subviridis ingår i släktet Dasychira och familjen tofsspinnare. Inga underarter finns listade i Catalogue of Life.